# Avenida Radal
La Avenida Radal es una arteria vial ubicada en el sector poniente de la ciudad de Santiago de Chile. Cruza las comunas de Estación Central y Quinta Normal.
Nace en la avenida Libertador General Bernardo O'Higgins, frente al Hospital Clínico Mutual de Seguridad y termina en la avenida Carrascal a metros de la intersección de esta última con avenida Lo Espinoza.
Cuenta con una vía doble sentido (entre Ecuador y Alameda solo sentido sur). Su extensión se caracteriza por ser de tipo residencial y comercial, abarcando pequeños comercios hasta supermercados y bencineras. Antiguamente, entre las avenidas Carrascal y Mapocho en Quinta Normal,  recibía el nombre de Avenida Tucumán.
En su trayecto conecta con una variedad de arterias importante de la ciudad de Santiago, entre las que destacan, de norte a sur, las avenidas Salvador Gutíerrez, Mapocho, José Joaquín Pérez, San Pablo, Ecuador y la Alameda. En esta última intersección, además de encontrarse bancos, hospitales y centros educacionales y, está a metros de la salida norte de la estación Ecuador de la Línea 1 del Metro de Santiago.
Para 2026 está programada la inauguración de una nueva estación que tiene como nombre tentativo Radal de la Línea 7, ubicada en la intersección de esta avenida con Mapocho.